# German Beach Tour 2024
Die German Beach Tour 2024 ist die höchste deutsche Turnierserie im Beachvolleyball. Sie wurde mit acht Turnieren in fünf Städten ausgetragen. Am Ende fand die Deutsche Meisterschaft in Timmendorfer Strand statt.

## Turniere
Die acht Turniere wurden von Mai bis August ausgetragen. Organisation und Vermarktung übernahm wie im Vorjahr der Twitch-Sportsender Spontent mit der NBO Event GmbH.
| Datum          | Stadt        | Austragungsort                                    | Siegerinnen                         | Sieger                            |
| -------------- | ------------ | ------------------------------------------------- | ----------------------------------- | --------------------------------- |
| 9.–12. Mai     | Düsseldorf   | Allianz GBT-Stadion am Robert-Lehr-Ufer           | Anna Behlen / Sarah Schulz          | Lukas Pfretzschner / Sven Winter  |
| 16.–19. Mai    | Düsseldorf   | Allianz GBT-Stadion                               | Paula Schürholz / Janne Uhl         | Maximilian Just / Robin Sowa      |
| 6.–9. Juni     | Bremen       | AG-Weser-Straße 3                                 | Paula Schürholz / Kim van de Velde  | Jonas Reinhardt / Milan Sievers   |
| 4.–7. Juli     | Heidelberg   | Meßplatz                                          | Sandra Ittlinger / Kim van de Velde | Jonas Reinhardt / Milan Sievers   |
| 18.–21. Juli   | München      | Zentraler Hochschulsport: Beach- und Tennisanlage | Sandra Ittlinger / Kim van de Velde | Paul Henning / Daniel Kirchner    |
| 25.–28. Juli   | München      | Zentraler Hochschulsport: Beach- und Tennisanlage | Karla Borger / Hanna-Marie Schieder | Mathias Berntsen / Hendrik Mol    |
| 8.–11. August  | Kühlungsborn | Strand an der Seebrücke                           | Anna Behlen / Sarah Schulz          | Paul Henning / Maximilian Just    |
| 15.–18. August | Kühlungsborn | Strand an der Seebrücke                           | Sandra Ittlinger / Kim van de Velde | Philipp Huster / Jonas Sagstetter |

## 2. Deutsche Beach Tour
Neben der German Beach Tour fand 2024 erneut eine zusätzliche Turnierserie statt. Diese setzte sich aus zwei Turnieren der Serie „Rock the Beach“ sowie dem Turnier auf Norderney zusammen. Von Mitte Mai bis Anfang August wurde bei den drei Turnieren Beachvolleyball mit Festivals kombiniert.
| Datum             | Stadt     | Austragungsort | Festival             | Siegerinnen                          | Sieger                            |
| ----------------- | --------- | -------------- | -------------------- | ------------------------------------ | --------------------------------- |
| 17.–19. Mai       | Norderney | Nordstrand     | White Sands Festival | Sarah Overländer / Lena Rößler       | Jonas Kaminski / Daniel Kirchner  |
| 31. Mai – 2. Juni | Essen     | Kennedyplatz   | Beach Week Essen     | Christine Aulenbrock / Sandra Ferger | Niklas Held / Hennes Jorge Nissen |
| 2.–4. August      | Borkum    | Nordbad        | Beach Days Borkum    | Stefanie Klatt / Tabea Schwarz       | Yannik Ahr / Luis Henrichs        |